# Andrzej Gonera
Andrzej Wojciech Gonera (ur. 18 lutego 1939 w Toruniu) – polski gimnastyk, olimpijczyk z Meksyku 1968.
Zawodnik Legii Warszawa.
Na igrzyskach olimpijskich w 1968 roku zajął:
- 5. miejsce w wieloboju drużynowym
- 28. miejsce w ćwiczeniach na kółkach
- 39. miejsce w wieloboju indywidualnym
- 43. miejsce w ćwiczeniach na koniu z łękami
- 43. miejsce w skoku przez konia
- 45. miejsce w ćwiczeniach na poręczach
- 51. miejsce w ćwiczeniach na poręczach
- 61. miejsce w ćwiczeniach wolnych